# 感染性動脈瘤
感染性動脈瘤（infected aneurysm），也稱為真菌性動脈瘤（mycotic aneurysm）或細菌性動脈炎（microbial），是因為細菌感染，在動脈壁產生的動脈瘤，是細菌感染隨著血液傳播後的常見併發症。
威廉·奥斯勒在1885年在亞急性細菌性心内膜炎病患身上發現蘑菇型的動脈瘤，用真菌性動脈瘤（mycotic aneurysm）來描述。此一用語本身可能造成誤解，因為mycotic一般會用在真菌感染。不過因為感染造成的心臟內或是心內動脈瘤仍常用真菌性動脈瘤來描述，只有梅毒性主動脈炎例外。
感染性動脈瘤（infected aneurysm）是由Jarrett和他的同事所提出，和真菌性動脈瘤相比，感染性動脈瘤可能是比較適合的名稱，因為感染性動脈瘤很少和真菌有關。根據一些資料指出，更準確的名稱可能是血管內感染（endovascular infection）或是感染性血管炎。
感染性動脈瘤約佔動脈瘤的2.6%左右。在臨床上，早期診斷發現是有效治療的重要基礎。若沒有藥物或是手術的治療，可能會有出現大幅的出血或不受控制的敗血症。但感染性動脈瘤初期的症狀特異性不高，因此在進行診斷時，若懷疑是感染性動脈瘤就要進行進一步的分析及診斷
颅内真菌性动脉瘤（Intracranial mycotic aneurysms，ICMA）是感染性心内膜炎中的併發症，發生比例約有2%至3%，不過心内膜炎的病患中有15%至29%會有神經相關的症狀。